# Юрченко Степан
Степан Юрченко — козацький городовий отаман містечка Літковичі середини 17 століття з «покозаченого» роду остерських бояр Єрченків (нащадками якого є всі носії прізвища Юрченко із сучасного села).